# Municipio di Minneapolis
Il Municipio di Minneapolis è uno storico edificio pubblico della città di Minneapolis in Minnesota, sede del governo municipale nonché della contea di Hennepin. Progettato da Long and Kees nel 1888 in stile neoromanico, l'edificio presenta notevoli somiglianze con il Vecchio Municipio di Toronto e il Municipio di Cincinnati.
Il palazzo è stato inserito nel registro nazionale dei luoghi storici nel 1974.

## Storia
L'edificio andò a sostituire un precedente municipio esistito tra il 1873 e il 1912 all'incrocio tra la Hennepin Avenue e la Nicollet Avenue; questi venne poi abbattuto per far spazio al Gateway Park. Prima della costruzione del municipio originario nel 1873, il governo cittadino era in affitto nella Pence Opera House, situata all'incrocio tra la Hennepin Avenue e la Seconda Strada.
Il nuovo palazzo, situato al 350 della Quinta Strada Sud, è un perfetto esempio di architettura romanica richardsoniana. La Washington School, il primo istituto scolastico di Minneapolis a ovest del fiume Mississippi, venne demolita per permettere la costruzione del nuovo municipio.
Con la fine dei lavori, il palazzo si vantava di possedere il più grande orologio a quattro facce del mondo: queste sono infatti ben 45,7 cm più larghe di quelle del Big Ben di Londra.